# Arachósie

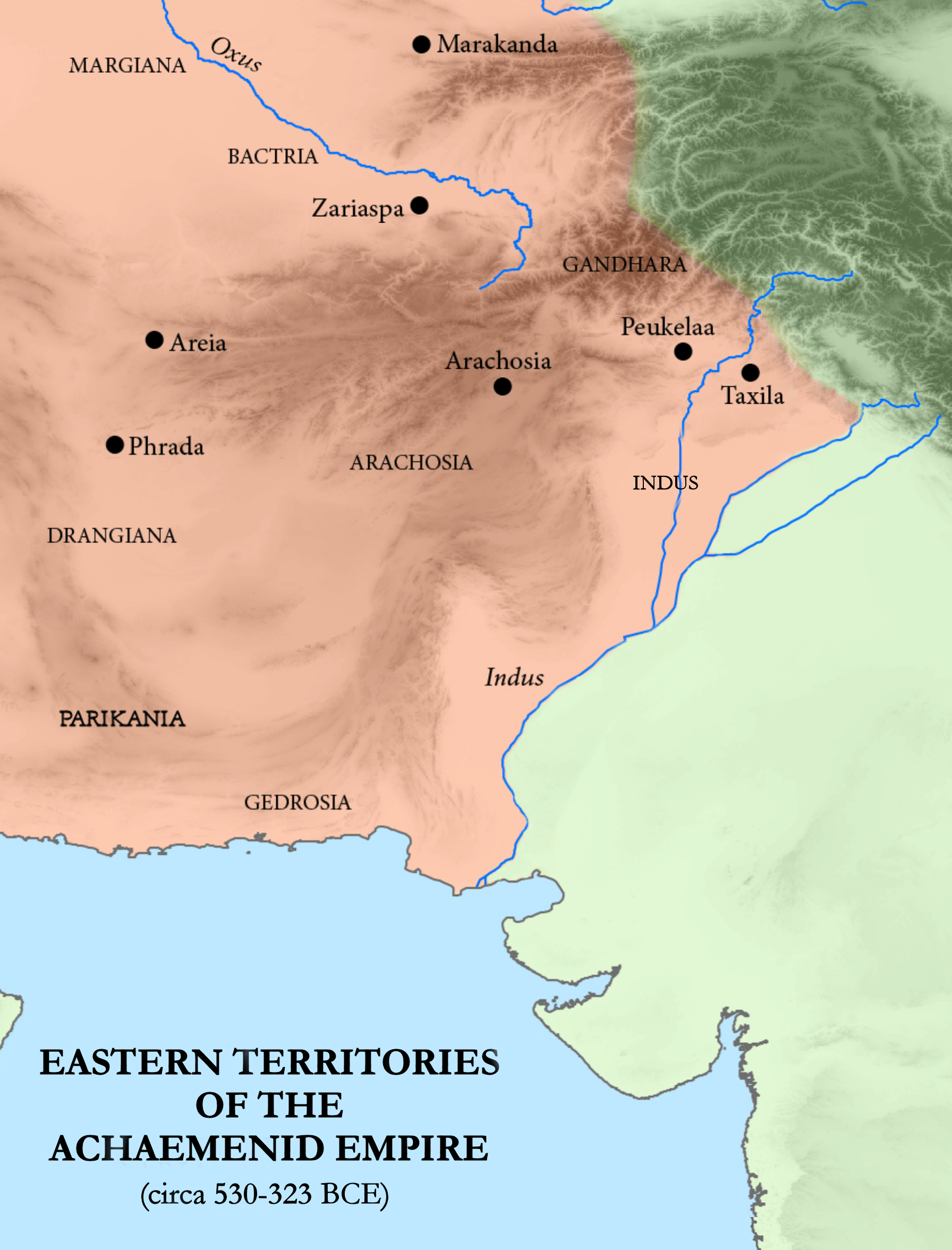
Arachósie na mapě východních satrapií Achaimenovské říše

Arachósie, staropersky Harauvatiš, je historická země Íránu na území dnešního jižního Afghánistánu a přilehlých oblastí Pákistánu. Jméno s územím sdílela také jeho hlavní řeka, dnešní Arghandáb, a hlavní město, dnešní Kandahár. Na východě oblast sousedila s Indií, na jihu s Gedrósií, na východě s Drangiánou, na severu pak s Baktrií a Gandhárou.

## Jméno
Název Arachósie, latinsky Arachosia, vychází z řeckého Ἀραχωσία Arachósiá a to zase ze staroperského Harauvatiš (klínopisem h-r-u-v-t-i-). To lze vyložit jako „bohatá na vody“ ze saras „vodní plocha, jezero“, což bylo původně nejspíše jméno řeky Arghandáb, řecky nazývané Arachótos, po které oblast dostala jméno. V avestánské Videvdátu se oblast objevuje pod jménem Harachvaítí. Jméno řeka a oblast také sdílela s védskou bohyní Sarasvatí a hypotetickou východoíránskou *Harahvatí, jejíž dědičkou by měla být významná zarathuštrická bohyně Anáhitá.

## Dějiny
Arachósie je poprvé zmiňována na achaimenovských nápisech ve výčtu ovládaných národů a území. Vždy je uváděna se sousedními oblastmi, které jsou Zranka (Drangiána či Makrán), Thataguš (Sattagydia) a Hinduš (Indie), výjimkou je jeden nápis kde je z nejasných důvodů uváděna mezi Elamem a Arménií. Obyvatelé oblasti jsou označováni jménem Harauvatija. Dále je uvedeno že odsud pocházela slonovina použitá k výzdobě paláce v Súsách a že místní satrapa Vivána porazil Vahjazdátu, povstalce proti vládě Dareia I.
Přesný rozsah achaimenovské satrapie není znám, ale lze předpokládat že jejím centrem byla řeka Arghandáb a dosahovala až k Indu, nikoliv však do Hindúkuše. Antičtí učenci Strabón a Plinius starší uvádí také země které se satrapií sousedily: Drangiána na západě, Paropamisadae/Gandhára na severu, Indie na východě a Gedrósie/Dexendrusi na jihu. Klaudios Ptolemaios zmiňuje několik místních kmenů: Parsyetae, Sydri, Rhoplutae a Eoritae. Hlavní město, které sdílelo jméno se satrapií a hlavním řekou, leželo nejspíše v místech dnešního Kandaháru.
V době řeckého tažení do Persie se místní satrapa Barsaëntes spojil s baktrijským satrapou Béssem v jeho boji proti Alexandrovi. Alexandr po svém vítězství roku 329 př. n. l. území svěřil Menovi, který byl po své smrti nahrazen Sibyrtiem. Později byla Arachósie pod kontrolou maurjovského krále Ašóky (* přibližně 304 př. n. l.), seleukovce Antiocha III., Démétria Baktrijského a nakonec parthského krále Mithradata I. (*195 př. n. l.). Za vlády Mithradatových nástupců Fraata II. a Artabana II. Arachósii a sousední Drangiánu ovládli Sakové přicházející ze střední Asie. Později Parthové oblast znovu ovládli, není však jasné kdy, ale na přelomu letopočtu o ní Isidor z Charaku ve svých Parthských stanicích hovořil jako o „Bílé Indii“.